# Couronne archiducale
Suivant 
La couronne archiducale (en allemand Erzherzogshut qu'on pourrait aussi traduire par "coiffe archiducale") est un attribut porté par les archiducs d'Autriche. Son rôle est assez symbolique, et elle est beaucoup plus souvent représentée dans les armoiries ou dans les portraits qu'elle n'est réellement portée.
Plusieurs exemplaires ont été fabriqués au cours de l'Histoire, mais seul un petit nombre d'entre elles a pu être conservé jusqu'à aujourd'hui.

## Histoire

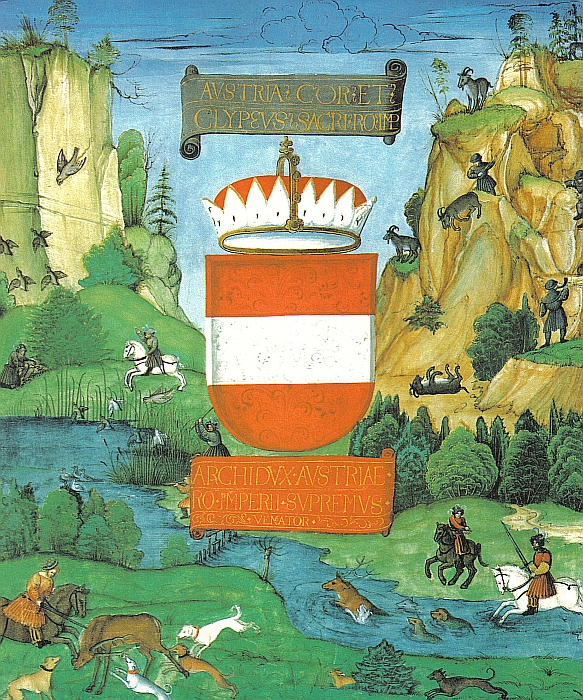
Page de garde d'un exemplaire du Privilegium Maius de 1512, représentant une couronne archiducale

Sur un portrait, Rodolphe IV d'Autriche (1339-1365), duc puis archiduc d'Autriche, est représenté ceint d'une couronne archiducale, privilège qui lui était accordé par le Privilegium Maius (un faux document qu'il commandite). Cependant, l'existence d'une telle couronne est aujourd'hui remise en question. Le portrait  montre cette couronne hypothétique, semblable à celles de duc du Saint-Empire en or et recouverte de brocart, mais assortie d'une arche rappelant la couronne impériale. Cette image d'une couronne différente montre bien la volonté des Habsbourg de s'élever plus haut que les simples ducs et d'être égaux, voire supérieurs, à la dignité de prince-électeur refusée aux ducs d'Autriche par la Bulle d'or de 1356. 
La première couronne archiducale certaine, mais disparue aujourd'hui, a été fabriquée pour Ernest Ier (1377-1424), bien que le titre d'archiduc n'ait alors été ni attribué ni reconnu par l'empereur du Saint-Empire romain germanique (la reconnaissance du titre d'archiduc ne sera accordée aux Habsbourg qu'en 1453 par l'empereur Frédéric III, étant lui-même un membre de cette famille). Un autre modèle de couronne, disparu également, avait été créée pour les funérailles de Ferdinand II (1529-1595), archiduc d'Autriche et comte de Tyrol.

## Exemplaires conservés

### Couronne archiducale d'Autriche

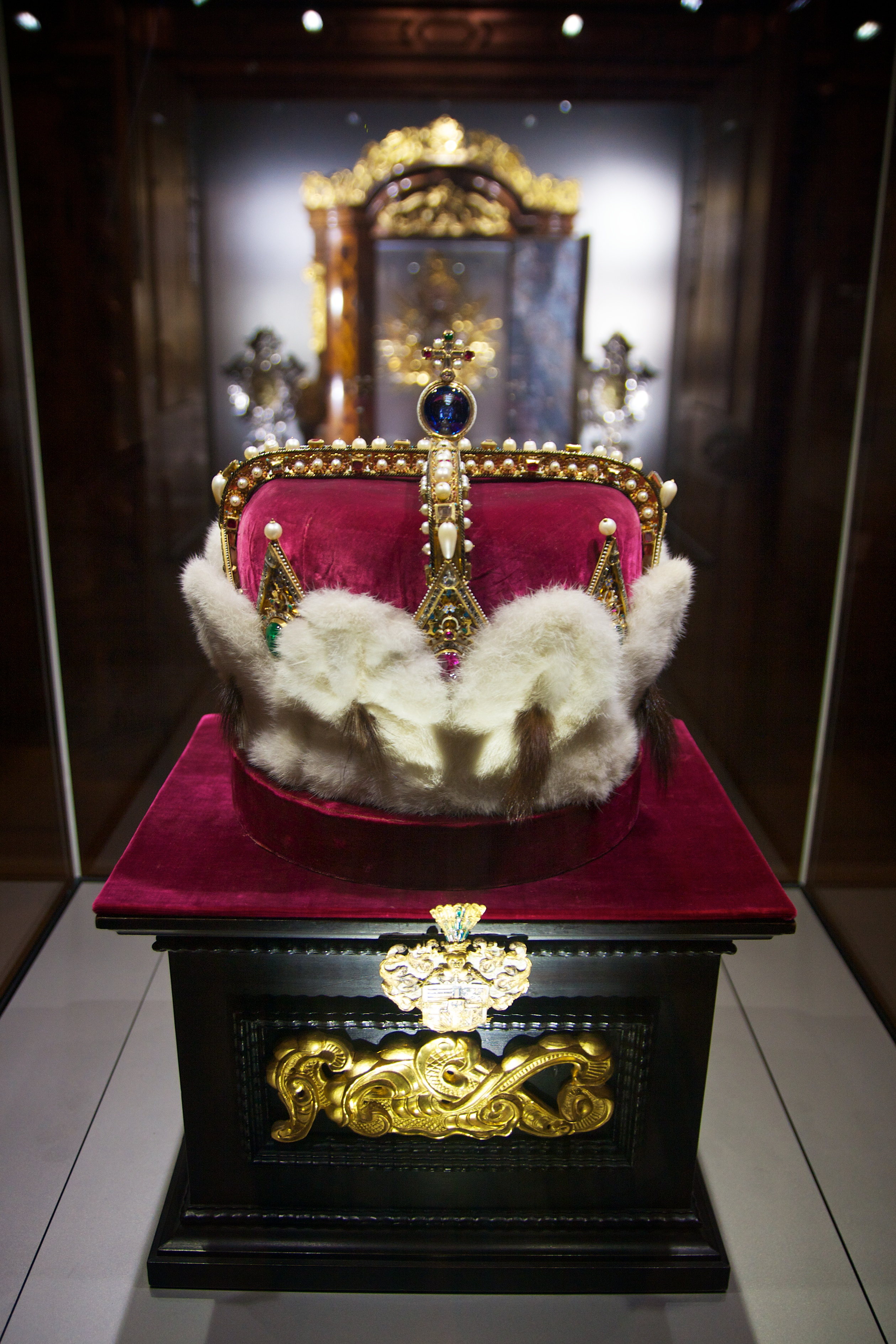
Coiffe archiducale d'Autriche

Le 15 novembre 1616, la couronne archiducale d'Autriche (österreichischer Erzherzogshut) est offerte par Maximilien III d'Autriche à l'abbaye de Klosterneuburg comme "symbole de l'unité des territoires autrichiens". Elle ne rejoignait Vienne que lors de la cérémonie d'hommage (Erbuhildung) d'un nouvel archiduc, cérémonie baroque tenue la dernière fois en 1835 pour l'empereur Ferdinand Ier d'Autriche. Sa dernière représentation officielle date des funérailles de l'ancienne impératrice Zita en 1989.
Considérée comme une couronne sacrée, elle est toujours conservée auprès des reliques de saint Léopold, saint-patron de l'Autriche, comme demandé par l'acte de donation de Maximilien III. Depuis 2011, elle est exposée au public dans une vitrine de l'abbaye de Klosterneuburg.
Elle se compose d'une couronne dentée et d'arches entrecroisées, l'ensemble étant entouré d'hermine et de velours rouge. Les arches sont serties de diamants, de perles et de rubis et le sommet est garni d'un grand saphir bleu surmonté d'une croix en or, symbolisant la domination de la foi chrétienne sur le monde. Les pierres sont pour la plupart taillées selon les techniques médiévales, permettant de montrer l'ancienneté de la dignité archiducale par l'utilisation de pierres anciennes. La forme même de cette couronne, rappelant le chapeau des princes-électeurs, souligne la volonté et l'importance des archiducs au sein du Saint-Empire.

### Couronne archiducale du Tyrol

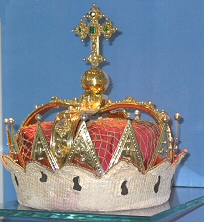
Coiffe archiducale du Tyrol

Réalisée vers 1595 pour Ferdinand II, la couronne archiducale du Tyrol (Tiroler Erzherzogshut) est ensuite offerte au château de Mariastein par Maximilien III d'Autriche, gouverneur du Tyrol entre 1602 et 1618. Le terme "archiducal" ne doit pas laisser penser que le Tyrol était une archiduché (il n'était qu'un comté princier), mais se rapporte au fait que les seigneurs du Tyrol, en tant que princes de Habsbourg, possédait le titre d'archiduc dès leurs naissances. L'existence de cette couronne rappelle la position spéciale qu'occupait alors le comté, issu des divisions des territoires héréditaires en trois parties : Autriche inférieure, Autriche intérieure et Autriche supérieure (comprenant le comté de Tyrol et l'Autriche antérieure).
Cette couronne était alors une partie des insignes du Tyrol (comprenant aussi un sceptre), et est devenue un objet de pèlerinage au XVIIIe siècle. Elle est faite d'un cercle denté en cuivre, serti de pierres précieuses et d'ornements, alors que deux arches portant un orbe crucigère se croisent et ferment la couronne. De la soie rouge recouverte de fils d'or vient former un tissu recouvrant le dessus du cercle de cuivre. La couronne était à l'origine recouverte d'hermine sur les côtés mais, à la suite de dégradations, elle a été remplacée par de la soie blanche peinte de queue d'hermine.

### Couronne archiducale de Joseph II

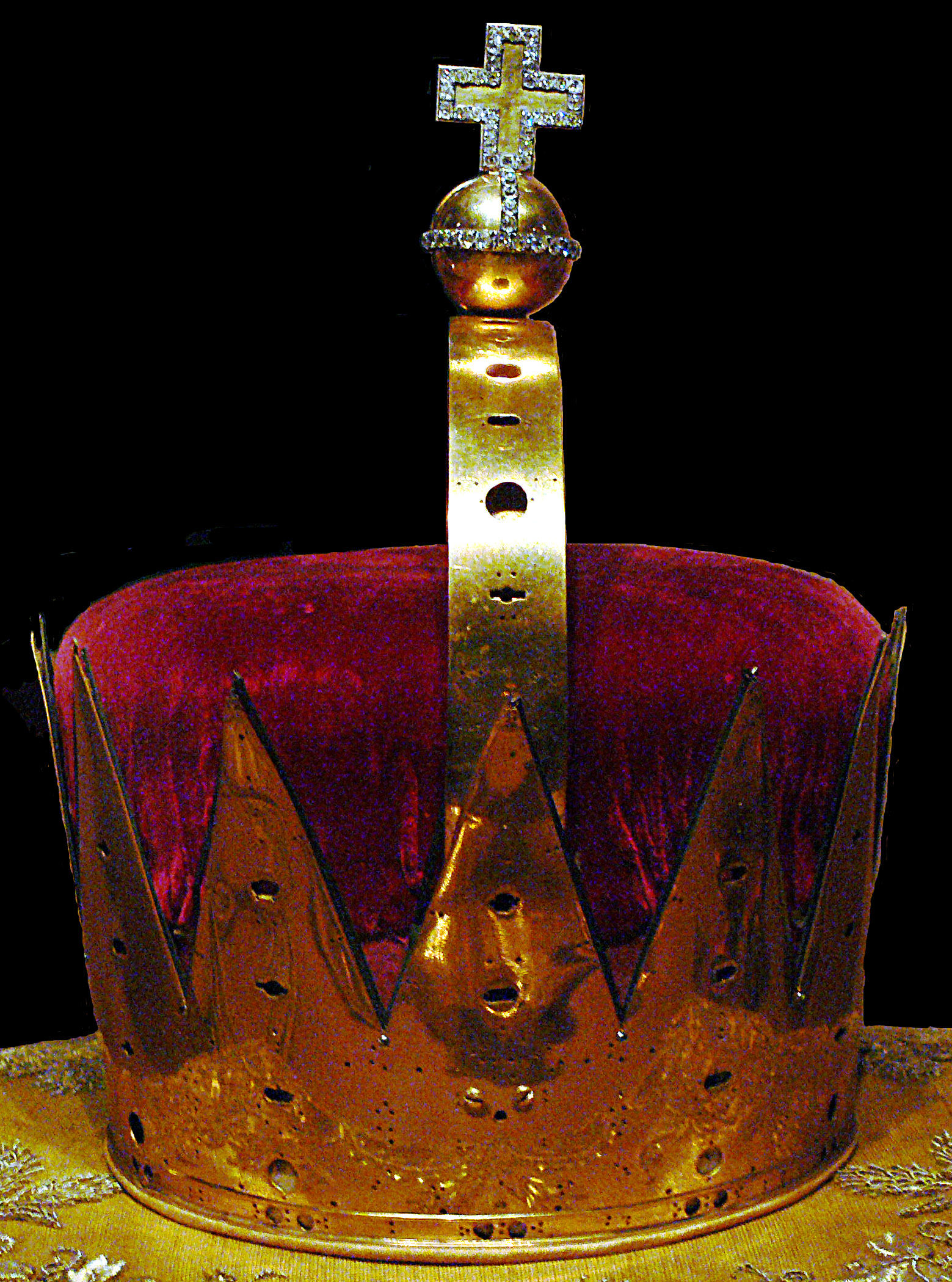
Carcasse de la couronne archiducale de Joseph II

En 1764, après un refus des gardiens de lui prêter la couronne archiducale d'Autriche pour une procession de couronnement à Francfort en tant que roi des Romains, Joseph II se fit réaliser un nouveau modèle personnel. Ce symbole, d'une grande puissance symbolique, tendait à souligner l'ancienneté des dignités habsbourgeoises.
Ce nouvel exemplaire différait beaucoup de l'original. La plus grande différence est sans doute la présence d'une seule arche (au lieu de deux) surmontée d'un orbe crucigère, la faisant beaucoup plus ressembler à la couronne représentée sur le portrait de Rodolphe IV d'Autriche. Seulement, après le couronnement, elle est devenue très vite obsolète et les pierres précieuses ont été retirées pour une autre utilisation. La carcasse (c'est-à-dire la charpente métallique de la couronne), en or et en argent, a été conservée et peut être aujourd'hui admirée au Trésor impérial de la Hofburg. Son aspect original peut toutefois être admirée sur une peinture contemporaine de Joseph II.

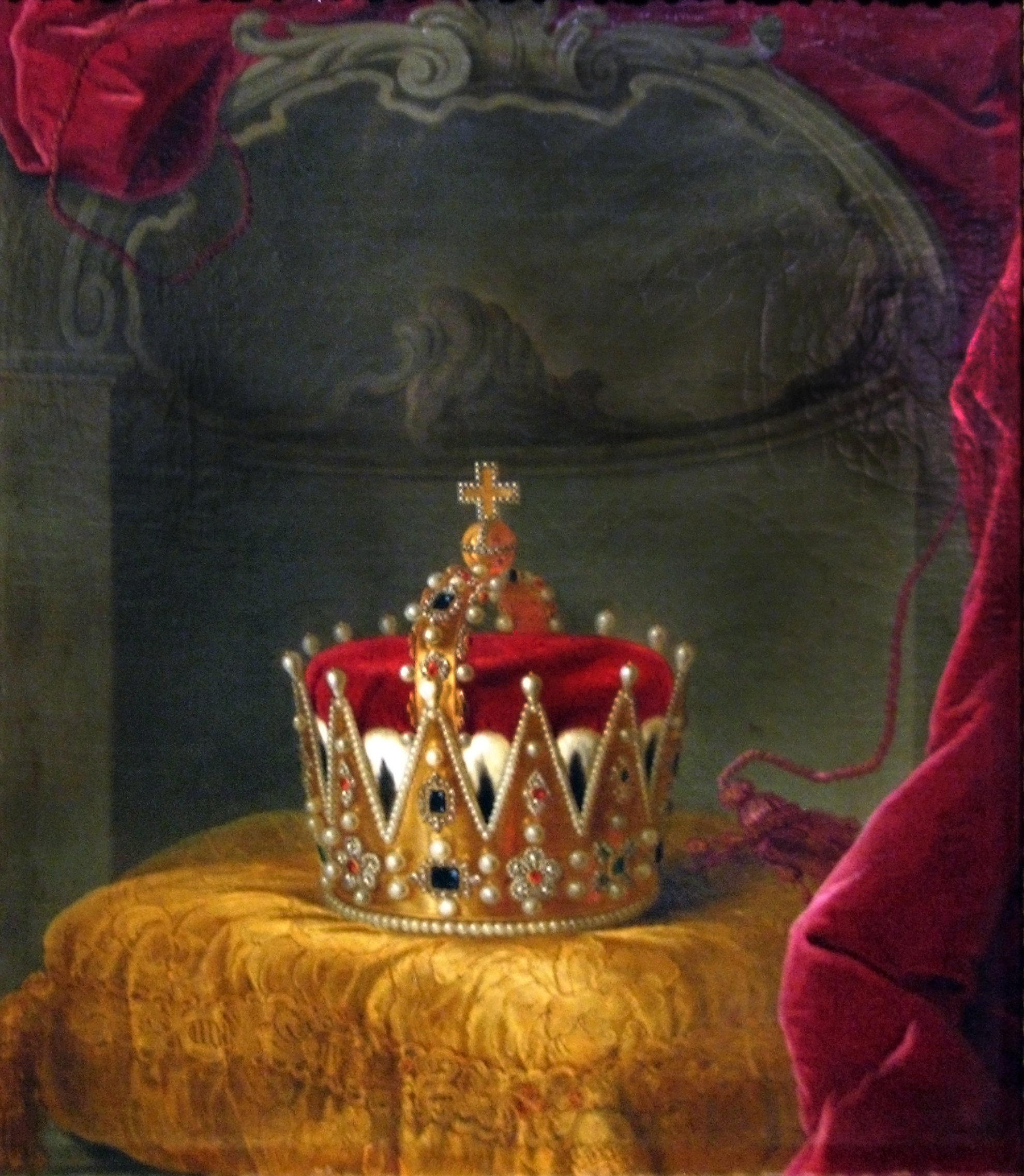
Peinture de la couronne archiducale autrichienne, baroque, vers 1765.

## Utilisation dans les armoiries
La couronne archiducale a souvent été utilisée dans l'héraldique. Elle apparait ainsi sur les armoiries de nombreux archiducs, mais aussi sur celles de territoires gouvernés par les Habsbourgs.

Armoiries de l'archiduc Charles, futur Charles Quint
Armoiries de l'archiduc Ferdinand
Armoiries de l'archiduc Maximilien d'Autriche

Armoiries actuelles de Haute-Autriche
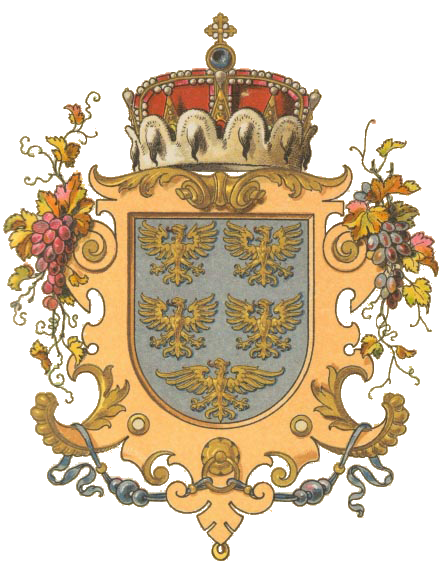
Anciennes armoiries de Basse-Autriche (jusque 1918)

## Sources
- Austria forum : die Erzherzogshüte